# Базиліка 1935 року
Базиліка 1935 року — умовна назва найвідомішої базиліки, розкопаної в давньогрецькому місті Херсонес Таврійський у 1935 році. Базиліка була споруджена, ймовірно, в VI столітті на місці більш раннього храму. Ця Базиліка є своєрідним символом Херсонесу, її зображення було використано на купюрі Одна гривня.

## Історія
На місці спорудження Базиліки знаходився невеликий храм із п'ятигранною апсидою. Потиньковані стіни храму було прикрашено фресками. Підлога була оздоблена мозаїкою. Юдейські імена, що збереглися на тинькуванні та вапнякова плита з вирізаним на ній семисвічником-менорою, на думку науковців, свідчать про те, що спочатку це була синагога.
Синагога була перебудована в християнський храм після указу імператора Феодосія Великого (379—395 рр.), за яким християнство визнавалося єдиною істинною вірою. Невдовзі споруду було зруйновано, історики припускають, що це могло трапитися внаслідок землетрусу 480 року.
Старий храм було відбудовано як християнську церкву. А приблизно наприкінці VI — на початку VII століття на цьому місці від фундаментів спорудили новий храм у вигляді базиліки, що була знайдена археологами в 1935 році. У X ст. Базиліка була зруйнована, а на місці її середнього нефа спорудили невелику каплицю.
Знайдені під час розкопок у середньому нефі мармурові плити, якими він був вимощений, виявилися уламками саркофагів римського часу з рельєфними зображеннями язичницьких богів і героїв, сцен заупокійної трапези тощо. Можливо, саркофаги були встановлені в мавзолеї, де ховали представників знатних родин Херсонеса. Сьогодні ці рельєфи можна бачити в античній експозиції музею.

## Архітектура
Базиліка 1935 року має класичні для базилік обриси — це прямокутна в плані будівля зі східним напівкруглим виступом — апсидою. Внутрішній простір храму поділявся поздовжніми рядами колон (по 6 колон) на три нави. Розміри будівлі по центральних осях — 32,5 м на 18,5 м. Базиліка мала два притвори — внутрішній і зовнішній.

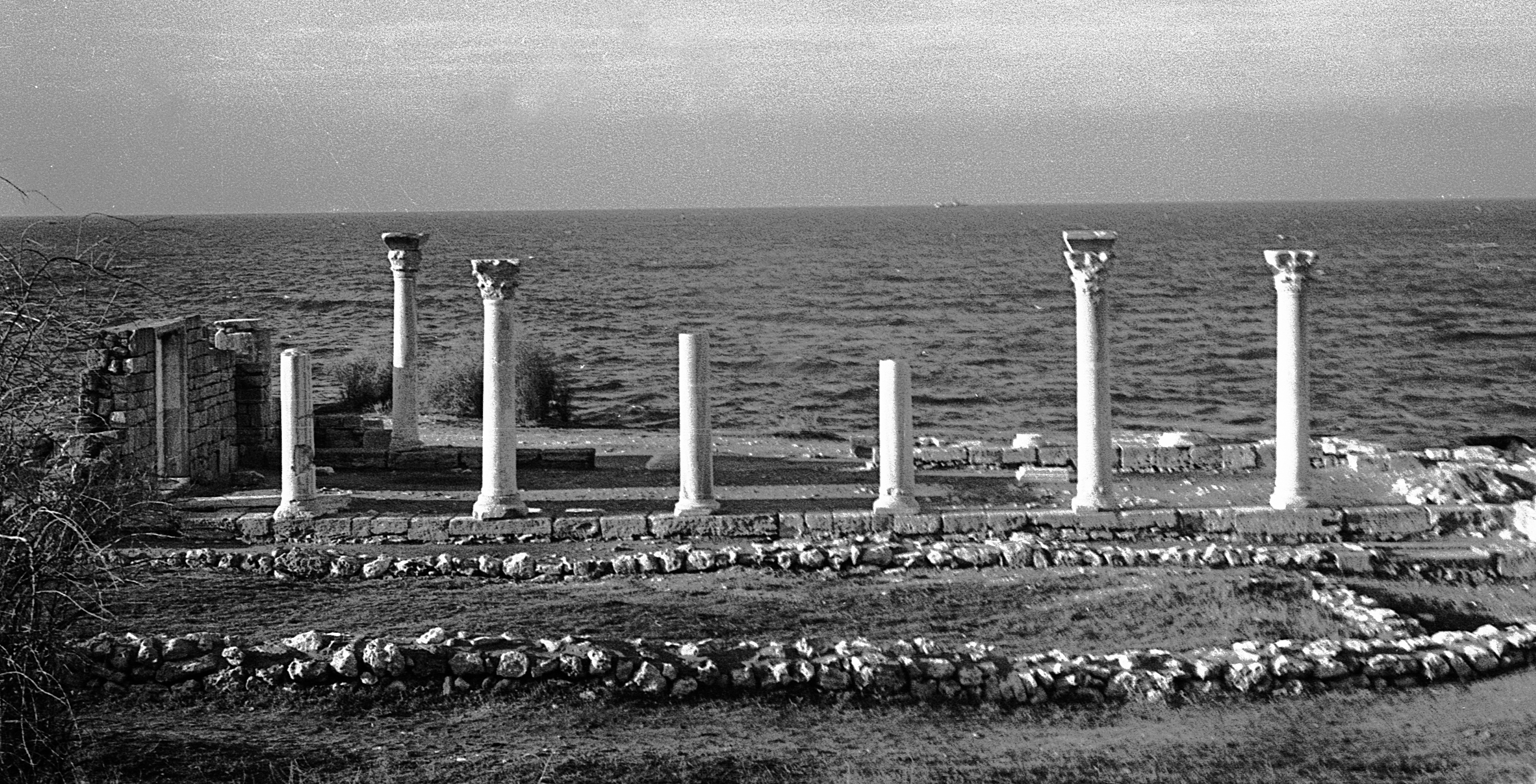
Базиліка 1935 року (1974)
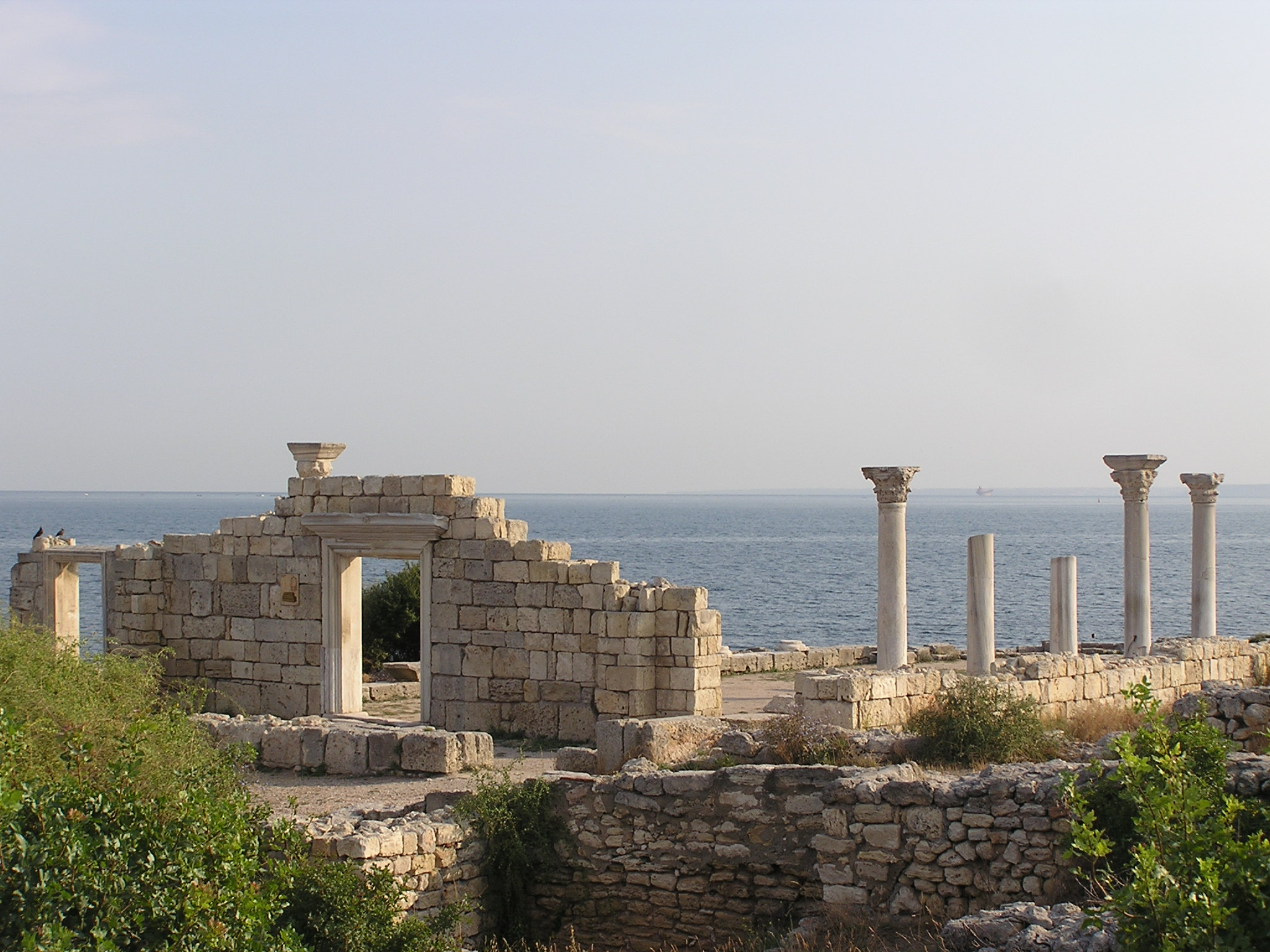
Базиліка 1935 року (2006)
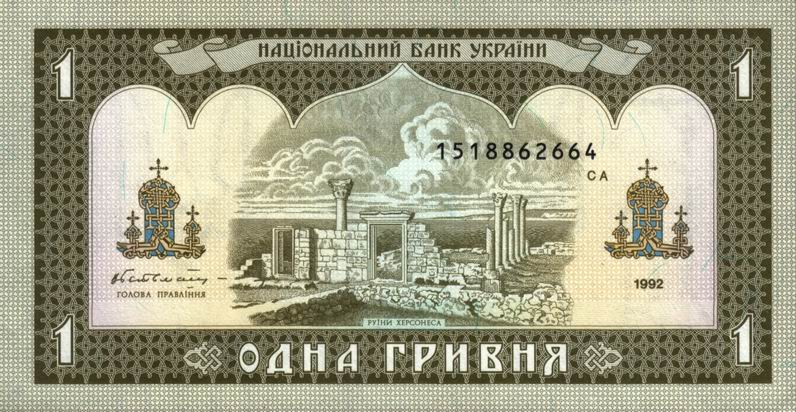
Базиліка 1935 року на українських грошах (1992)
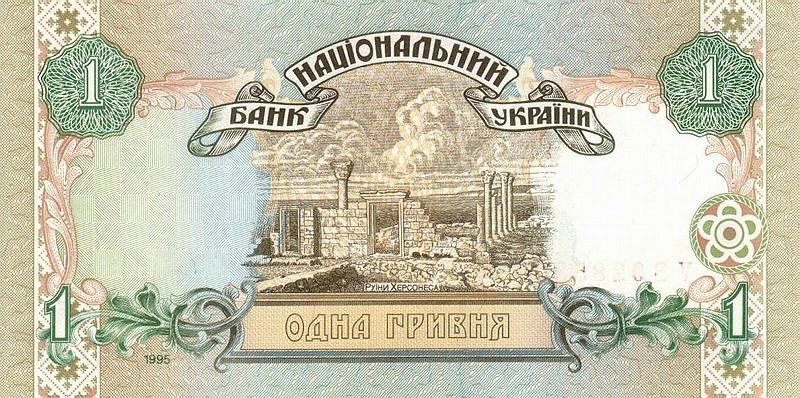
Базиліка 1935 року на українських грошах (1995)